# Hazeus elati
Hazeus elati es una especie de peces de la familia de los Gobiidae en el orden de los Perciformes.

## Hábitat
Es un pez de mar y  de clima tropical.

## Distribución geográfica
Se encuentra en Eilat (Israel ).

## Observaciones
Es inofensivo para los humanos. 